# Aladağlar
Das Aladağlar-Gebirge, auch Antitaurus bzw. Anti-Taurusgebirge genannt, ist eine südöstlich von Niğde gelegene Gebirgsregion im Taurusgürtel.
Hier ist die dichteste Ansammlung von über 3000 Meter hohen Bergen im Zentraltaurus. Darüber hinaus ist das Aladağlar-Gebirge seit 1995 Nationalpark und damit auch der einzige im gesamten Taurusgebirge.

## Entstehung und Geologie
Die Aladağlar-Berge sind Teil des Taurusgebirges, welches wiederum Teil des Alpidischen Gebirgsgürtels ist. Die Kollision der sich nordöstlich bewegenden afrikanischen Kontinentalplatte mit der eurasischen Platte führte seit Beginn der oberen Kreidezeit vor rund 100 Mio. Jahren zur Auffaltung der alpidischen Gebirge, wie des Taurus. Das Aladağlar-Gebirge nimmt dabei eine besondere Stellung ein, da es in einem Bereich vieler Scherspannungen befindet. Er besteht maßgeblich aus mesozoischen Kalken, metamorphen Gesteinen sowie vulkanischen Produkten wie Gabbro und Pyroxenite, welche spektakulär aufgefaltet wurden. Noch heute ist die Region tektonisch aktiv, wie zahlreiche Erdbeben belegen.
Der 75 km nördlich gelegene Erciyes Dağı und der 85 km nordwestliche Hasan Dağı sind nur zwei der vielen Relikte einer vulkanisch äußerst aktiven Epoche, die vor rund 10.000 Jahren endete. Die Aladağlar sind von zahlreichen Brüchen durchzogen und weisen Formen einer pleistozänen Vergletscherung auf.

## Mesoklima
Das Klima des Aladağlar-Gebirges ist durch extreme Temperaturen geprägt. Im Sommer ist es sehr heiß. Die Winter sind kalt und schneereich. Die höchsten Bereiche der Aladağlar sind ganzjährig schneebedeckt. Die Temperaturdifferenz zwischen Tag und Nacht reicht vom Gefrierpunkt in der Nacht bis zu 30 °C am Tage.

## Flora und Fauna
Bis zur vegetationsfreien alpinen Zone findet man verschiedenartige Kieferngewächse und vereinzelt Zedern. Zahlreiche Tiere haben hier ein ungestörtes natürliches Habitat. So gehören unter Anderen Füchse, Marder, Ziegen, Luchse, Bären und Wölfe zu den hiesigen Bewohnern.

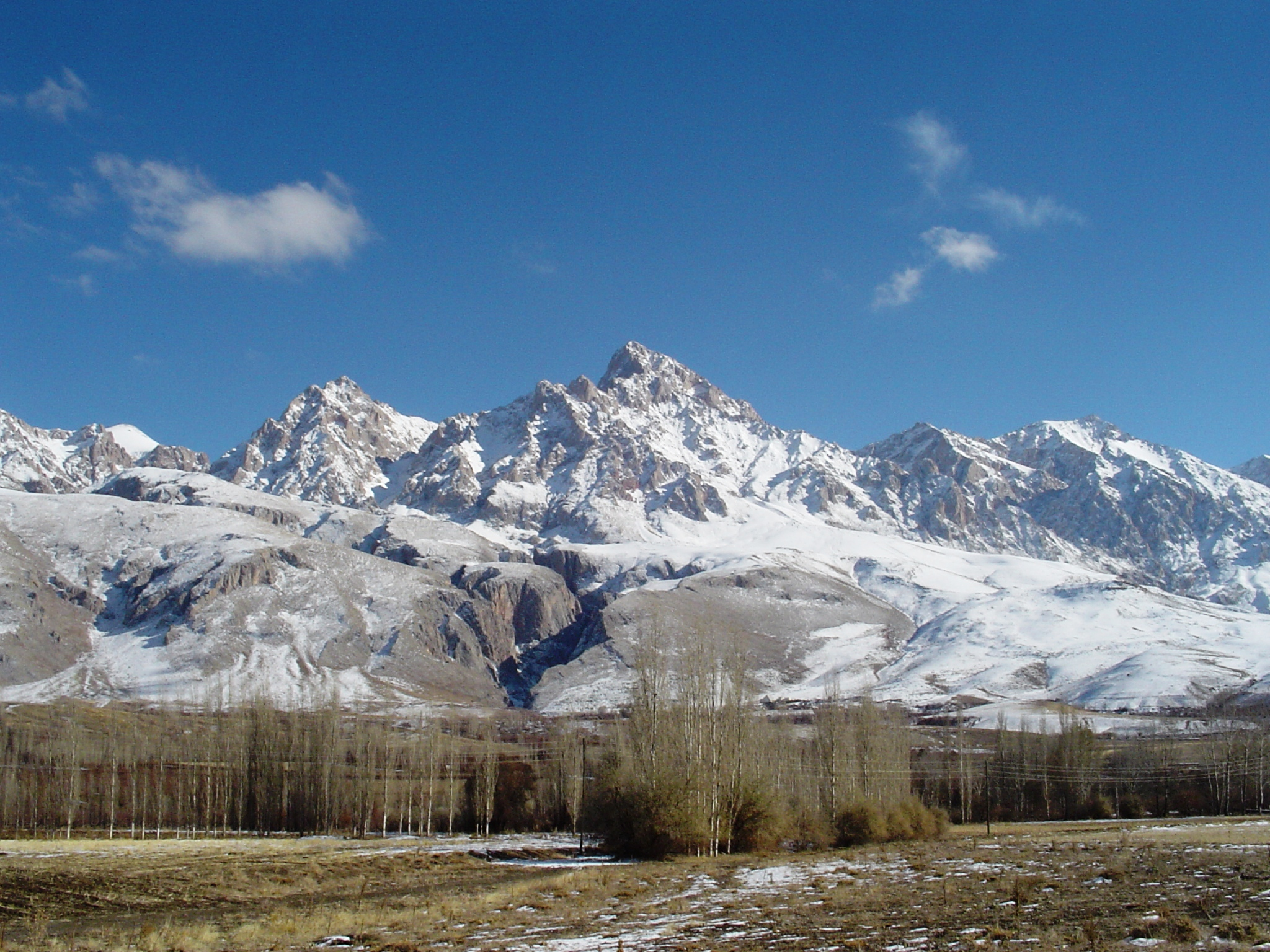
Demirkazik Dağı

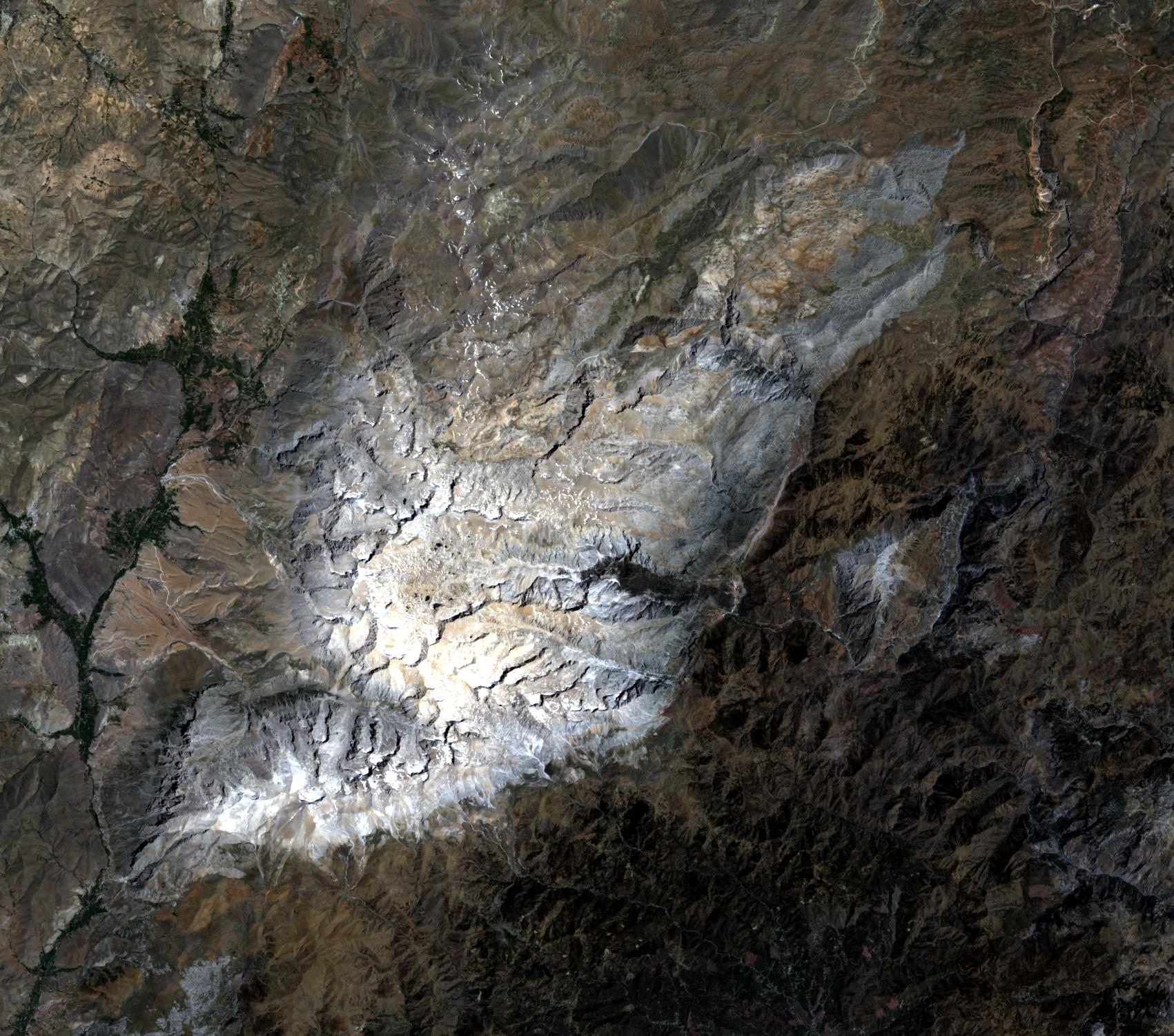
Echtfarbsatellitenbild der Aladağlar (Landsat)

## Die Aladağlar-Berge
Der höchste Gipfel ist mit 3756 m Höhe der Demirkazık Dağı oder Aladağ („Farbiger Berg“). Weitere Gipfel sind der 3734 Meter hohe Kaldı, der Kızılkaya (3725 m), der Direktaş (3510 m) und der Karanfil Dağı (3059 m). Der nördliche Teil der Aladağlar ist wasserreich und besteht aus sanften Bergketten. Man nennt ihn auch „Schwarze Aladağlar“ (türkisch Kara Aladağlar) genannt. Der südliche Teil ist eine wasserarme Karstlandschaft und heißt „Weiße Aladağlar“ (türkisch Ak Aladağlar). Die Kilikische Pforte ist Teil der Aladağlar.

## Tourismus
Die Aladağlar sind für Bergsteiger erschlossen. Die Erstbesteigung gelang dem Deutschen Georg Kühne im Jahre 1927. Auf etwa 3100 m Höhe liegen die Yedigöller (Sieben Seen), die ein beliebtes Ziel für mehrtägige Touren sind. Die Landschaft um die Aladağlar ist von Karstformen wie Dolinen, Poljen, und Wasserfällen geprägt die zwar touristisch attraktiv, aber kaum erschlossen sind. Die meisten Besucher stammen aus Adana, Kayseri oder Niğde.